# Xian de Dazu

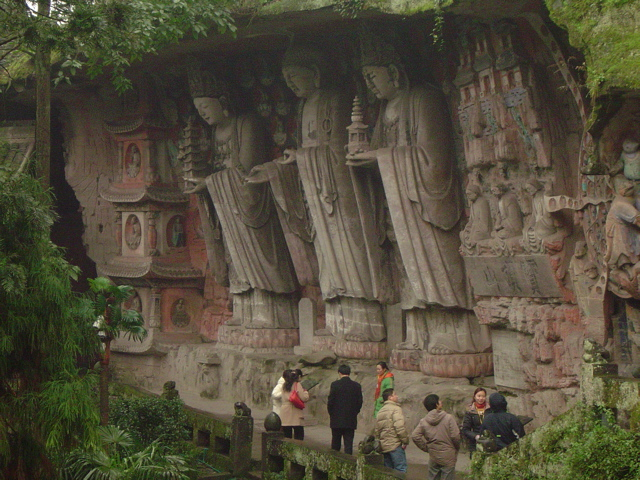
Sculptures rupestres sur le mont Baoding

Le xian de Dazu (大足县 ; pinyin : Dàzú Xiàn) est une subdivision de la municipalité de Chongqing en Chine.
Dazu est particulièrement connu pour ses sculptures rupestres classées sur la liste du patrimoine mondial de l'UNESCO. Jusqu'à une date récente, l'accès de ces trésors archéologiques de l'époque Song (960 - 1279) était interdit. Mais les dirigeants chinois en ont de nouveau autorisé la visite.

## Géographie
Sa superficie est de 1 392 km².

## Démographie
La population du district était de 916 513 habitants en 1999, et de 1 017 273 en 2010, lors du recensement.

### Sources
- Géographie : (zh) Page descriptive (Phoer.net)
- (en) « Codes postaux de la municipalité de Chongqing »(Archive.org • Wikiwix • Archive.is • Google • Que faire ?)